# Tứ thánh quả
Tứ Thánh quả trong Phật giáo thời kì đầu và Thượng tọa bộ là bốn giai đoạn tiến bộ mà đỉnh điểm là sự giác ngộ hoàn toàn (Bodhi) thành một vị A-la-hán. Có bốn giai đoạn là Sotāpanna (dự lưu), Sakadāgāmi (nhất lai), Anāgāmi (bất lai) và A-la-hán. Các văn bản Phật giáo cổ nhất miêu tả Đức Phật đề cập đến những người ở một trong bốn giai đoạn này là những người cao quý (ariya-puggala/Tôn giả/Tôn giá) và cộng đồng những người như vậy là tăng đoàn cao quý (ariya-sangha). Việc giảng dạy về bốn giai đoạn giác ngộ là yếu tố trung tâm của các phái bộ Phật giáo thời kỳ đầu, bao gồm cả trường phái Phật giáo Thượng tọa bộ còn tồn tại.